# Notre-Dame de Guadalupe (Estrémadure)
Pour les articles homonymes, voir Notre-Dame de Guadalupe (homonymie).
La Vierge de Guadalupe ou Notre-Dame de Guadalupe est une invocation mariale dont le sanctuaire est situé dans la ville de Guadalupe (province de Cáceres en Espagne), où la Vierge est vénérée depuis le XIVe siècle. La Vierge est la patronne de la ville et de l’Estrémadure depuis 1907. Elle fait partie des huit patronnes des Communautés Autonomes d'Espagne. Sa fête est célébrée le 8 septembre.
Le 12 octobre 1928, la Vierge est couronnée canoniquement « Reine de l'hispanité » ou « des Espagnes » par le cardinal primat d'Espagne (légat du pape Pie XI) en présence du roi Alphonse XIII. Son titre est gravé en latin dans la couronne même, ce qui est un cas unique dans cette distinction officielle.
En 1493, Christophe Colomb baptise une île, en son honneur, au nom de « Guadalupe » (qui est devenue l'île de la Guadeloupe). En 1531, les apparitions mariales à Mexico, sur la colline de Tepeyac, sont très vite dénommées « de Guadalupe », créant un lien entre cette dévotion espagnole, et la dévotion mexicaine liée aux apparitions mariales de 1531.
La Vierge de Guadalupe détient deux titres : « Patronne d’Estrémadure » (fêtée le 8 septembre, Jour de l'Estrémadure (es)) et de l'Hispanité (traditionnellement fêtée le 12 octobre, Fête de l'Hispanité (es)), qui coïncide avec la Fête nationale espagnole ainsi qu'avec les Fêtes du Pilar, créant une confusion dans l’attribution du patronage.
En 1993, l’UNESCO a déclaré l’ensemble du monastère et de la basilique de Guadalupe (en Estrémadure) patrimoine mondial, soulignant l’importance de « la célèbre statue de la Vierge de Guadalupe, qui est devenue un symbole puissant de la christianisation d'une grande partie du Nouveau Monde ».

## Historique

### Origine étymologique

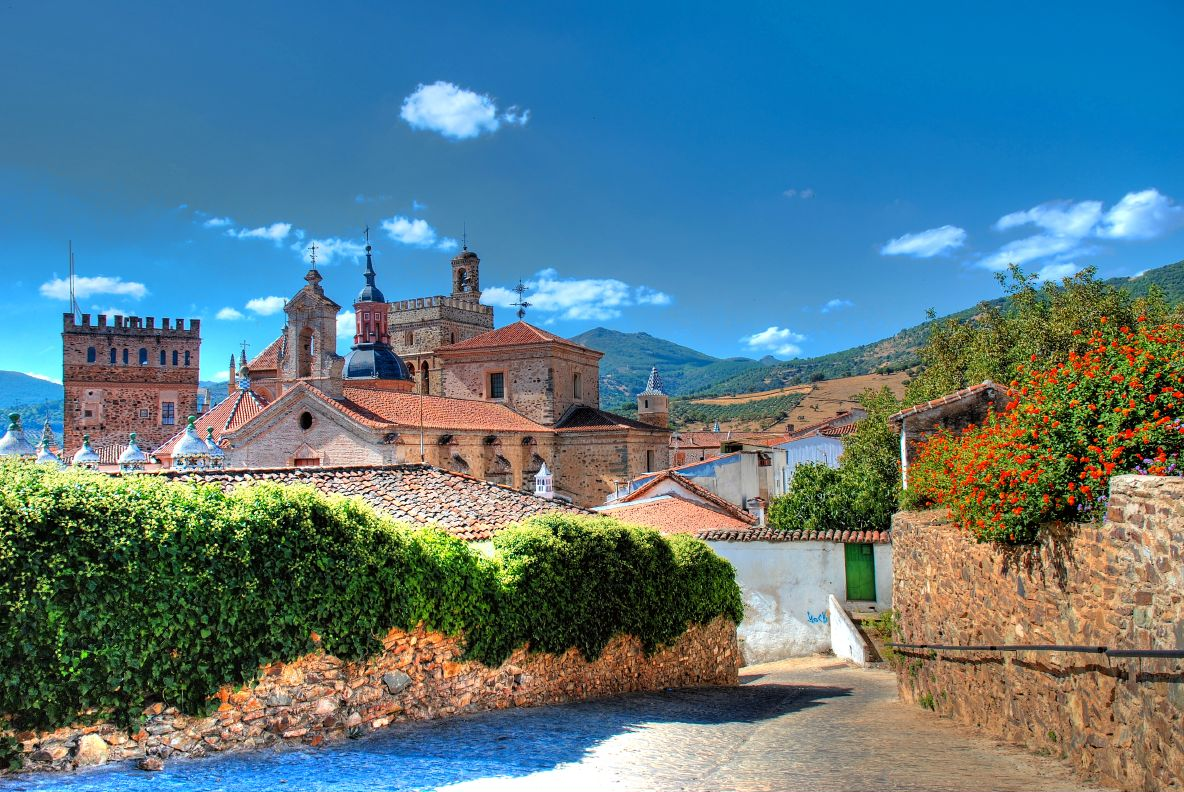
Vue extérieure du sanctuaire de Guadalupe.

Il existe un grand nombre d'hypothèses sur l'étymologie du mot « Guadalupe », de l'arabe Wādi al-lub, « rivière des loups », « rivière d'Ibn Lubb », « rivière de l'ours », « rivière cachée », « rivière des cascajos noirs », « rivière lupine », entre autres. Très probablement, le mot vient de l’arabe (wad, « rivière »). Le radical guada- est présent dans d'autres noms de lieux d'origine arabe (Guadalquivir, Guadalajara), et assez répandu en Espagne.
L'historien Jacques Lafaye, spécialiste du sujet de la Vierge de Guadalupe au Mexique, ajoute que, bien que le suffixe -lupe ait été interprété comme d'origine latine (lupus, loup), une enquête philologique plus détaillée (de l'article arabe) donnerait guad-al-upe, qui voudrait plutôt dire « rivière cachée » ou « ruisseau encaissé ».

### Légende sur la découverte

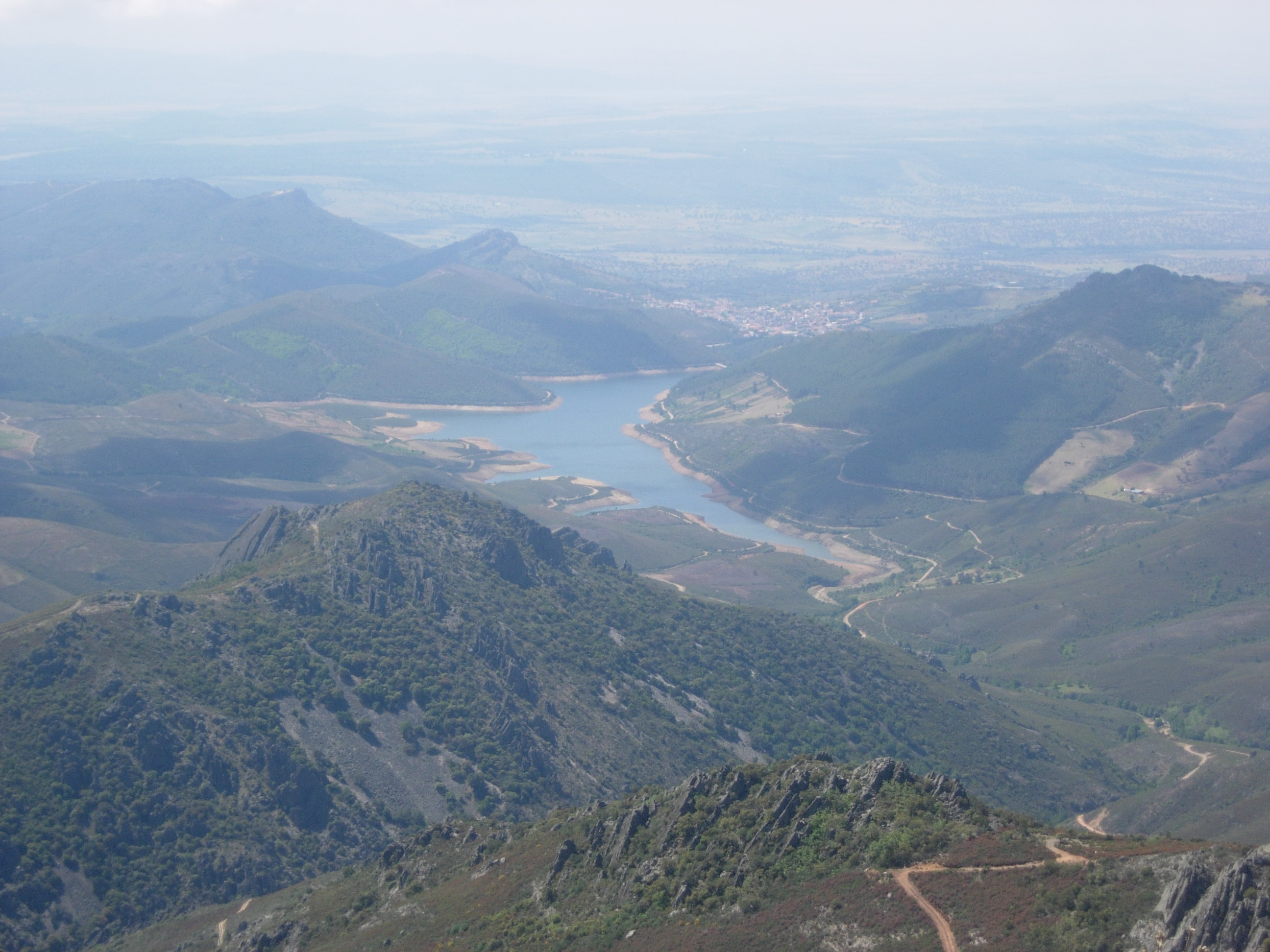
Vue panoramique du village de Guadalupe et de ses environs.

Selon une légende ancienne, la statue aurait été réalisée dans un atelier de sculpture fondé en Palestine au Ier siècle par saint Luc l'évangéliste. Des siècles plus tard, la statue aurait été vénérée dans les temples d'Achaïe et de Byzance,. Plus tard, le pape Grégoire le Grand aurait donné cette sculpture à saint Léandre, archevêque des Wisigoths à Séville (VIe siècle). L'archevêque aurait alors installé la sculpture de la Vierge dans un ermitage à la périphérie de la ville,. Lors de l'invasion musulmane de 711, des « saints prêtres » de cette ville auraient déposé la précieuse statue dans une boîte et caché la boite près de la rivière Guadalupe, dans le massif de Villuercas (es), au pied de la chaîne des montagnes d'Altamira (es). Ces prêtres auraient « creusé une grotte » pour y déposer la précieuse statue « entourée de grosses dalles sépulcrales ». Avec la statue, ils y auraient mis une clochette, ainsi que des documents indiquant l'histoire de cette statue (sa fabrication, puis son envoi à Rome, puis à Séville par Grégoire le Grand),.
La légende indique qu'au XIIIe siècle, la Vierge serait apparue à un berger de la province de Cáceres, nommé Gil Cordero (es), à côté du château d'Alia, et l'informa qu'il y avait une sculpture d'elle près de la rivière Guadalupe (es),. Alors que Gil Cordero se trouvait à proximité de cette rivière, une vache de son troupeau se perdit. Parti à sa recherche, il la retrouva morte. Il se rendit près de la bête pour lui en retirer la peau. Avant d'écorcher la bête, comme d'habitude, il fit un signe en forme de croix sur le ventre de l'animal. La vache se serait alors relevée (vivante). Le berger, se serait demandé si ce lieu ne serait pas le fameux lieu, indiqué par la Vierge car il était proche du château d'Alia (et de la rivière). Gil Cordero, aurait alors fouillé les alentours, et, à un mètre de profondeur, il aurait trouvé la boîte contenant la Vierge. Rassemblant des pierres, le berger aurait alors construit un petit abri (une cabane) où il aurait déposé la statue de la Vierge. Plus tard, il se serait rendu à l'église de Cáceres, où il aurait informé le prêtre de sa découverte et du désir de la Vierge de recevoir un culte dans ce lieu. Le prêtre ne l'aurait pas cru. Rentrant chez lui, le berger retrouva son fils mort. Il aurait alors prié la Vierge de ramener son fils à la vie et qu'ainsi, tout le monde crût en son histoire miraculeuse. Lorsque les prêtres se préparèrent à célébrer les funérailles, le fils revint à la vie, se leva et dit « qu'une femme l'avait aidé à se lever ». Les prêtres auraient alors cru à l'histoire du berger et seraient allés ensemble, avec des personnes de la ville, en pèlerinage sur ce lieu de découverte de la statue. En découvrant la cabane, ils auraient accepté d'y construire un ermitage.
Selon la légende, Alphonse XI aurait découvert cet ermitage pour la première fois en 1330, alors qu'il était à la chasse. Le roi se serait confié à la Vierge de Guadalupe lors de la bataille de Salado en 1340 d'où il sortit victorieux. Pour cette raison, il aurait décidé de reconstruire l'église et d'y ajouter des bâtiments adjacents ainsi qu'une auberge pour accueillir les pèlerins.

### Dévotion locale

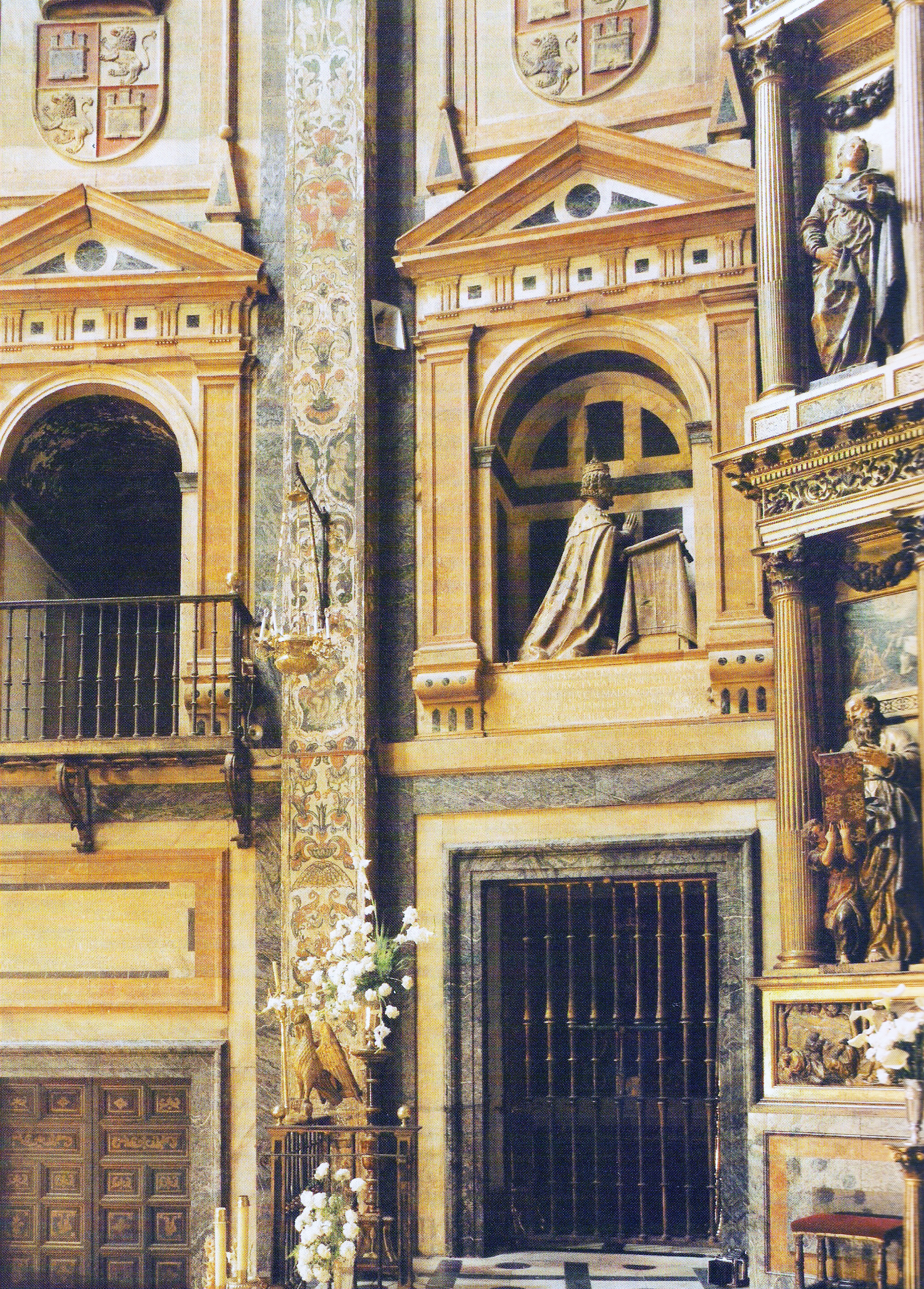
Tombe du roi Henri IV de Castille (dans le monastère).

Il ne reste plus rien de la supposée cabane primitive que Gil Cordero aurait construite, même si, depuis le XVe siècle, des morceaux de marbre blanc ont été exposés à l'entrée de l'église, ces morceaux auraient fait partie du conteneur dans lequel la Vierge aurait été découverte. La première référence historique à cette statue de la Vierge remonte à 1326. Il s'agit d'un document épiscopal signé par 2 patriarches, 2 archevêques et 15 évêques, dans lequel une indulgence plénière est accordée à ceux qui visitent l'église de Sainte Marie de Guadalupe.
En 1335, le roi Alphonse XI mentionne dans une lettre que l'église était en ruine. C'est pourquoi, entre 1335 et 1338, il construit une nouvelle église plus grande et de style gothique,. Les murs et les peintures murales de l'église d'origine furent préservés. Le 2 juin 1335, le pape Benoît XII, au moyen de la bulle Dum ad personam, nomme le cardinal Pedro Gómez Barroso recteur de l'église « Santa María de Guadalupe ». En 1340, Alphonse XI réforme l'église et construit d'autres bâtiments adjacents.
Entre 1341 et 1389, le monastère (lié au sanctuaire marial) est gouverné par un prieuré de clergé n'appartenant à aucun ordre (clergé séculier). Entre 1389 et 1441, ce prieuré fut composé de moines hiéronymites,. Les moines hiéronymites restèrent dans le monastère jusqu'à la confiscation de 1835. Par la suite, le sanctuaire tout entier devint une paroisse séculaire de l'archidiocèse de Tolède. En 1908, le monastère est repris par les franciscains qui prennent en charge la paroisse de la ville.

## Description de la statue

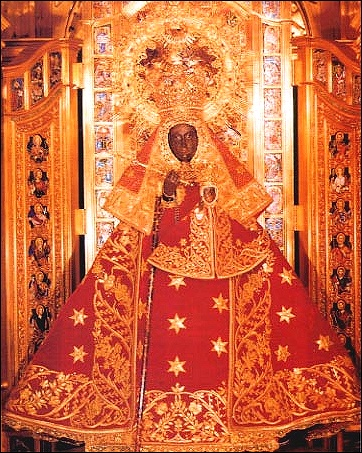
La statue originale, dans une robe rouge brodée d'or.

La statue de bois est datée de la fin du XIIe siècle. C’est une vierge assise en bois de cèdre. Elle est de style roman ou protogothique. Elle mesure 59 centimètres et pèse 3 975 grammes. Une des parties a été réformée au XIVe siècle, soulignant sa tête et sa main droite. À l'origine, elle avait incorporé une couronne crénelée composée de morceaux de bois et d'un enduit de plâtre. Celui-ci a été enlevé et un revêtement a été placé sur la tête. Le bras droit de l'Enfant-Jésus a également été échangé contre un bras en argent.
D'après Jacques Lafaye, la nature du bois (du cèdre), d'usage courant en Orient (mais peu en Occident), et le style de sculpture, lui laisse à penser que l’œuvre aurait été réalisée en Orient dans les premiers siècles,.
L'habillement de la statue ne laisse voir que la tête de la Vierge et de l'Enfant-Jésus, ainsi que les mains voire les bras. Cette tenue, richement décorée, change en fonction des dates et des fêtes liturgiques.

## Dévotion et reconnaissance

### Dans le sanctuaire de Guadalupe

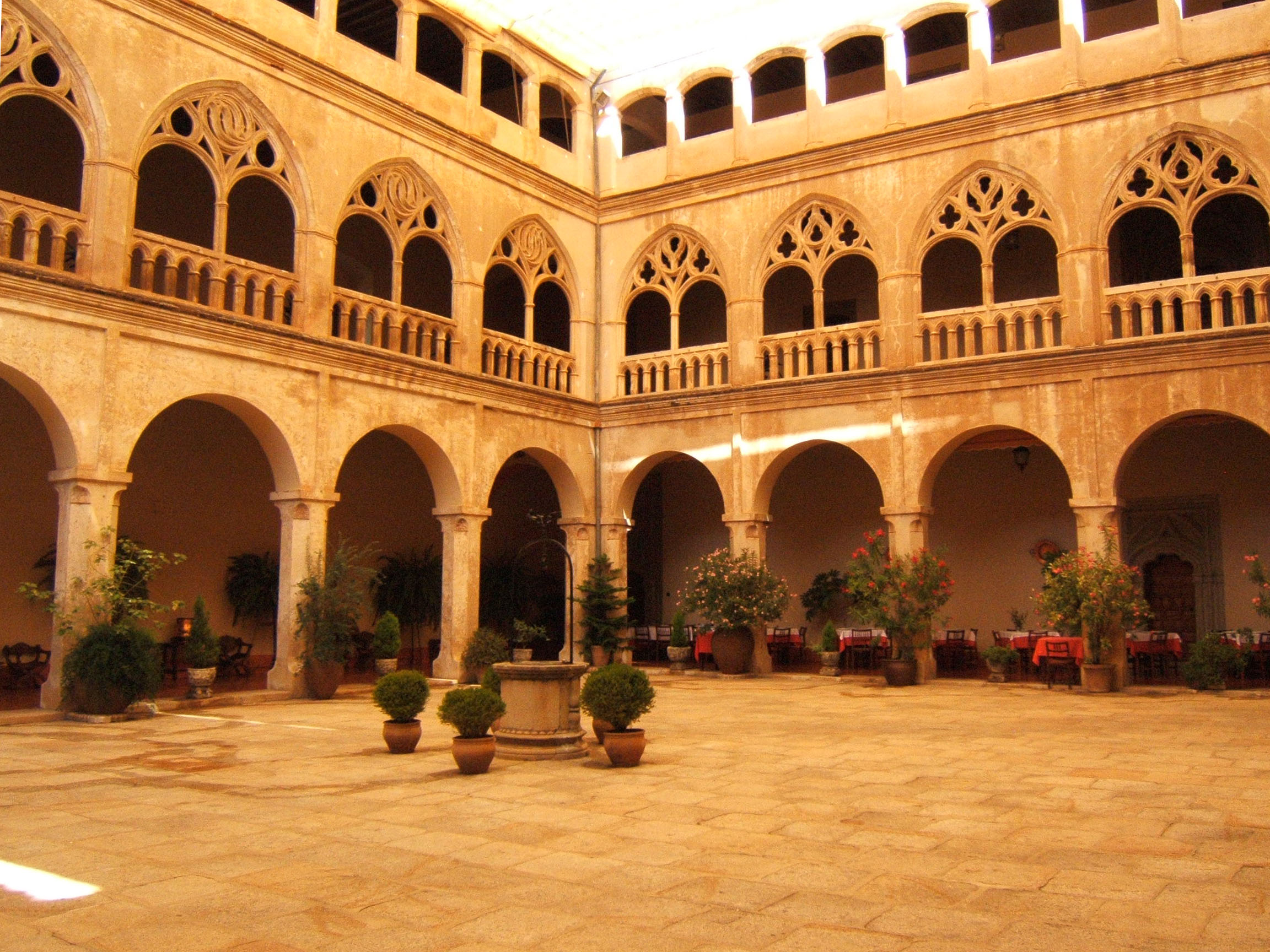
Cloître gothique du monastère de Guadalupe.

Isabelle la Catholique a visité une vingtaine de fois le monastère de Guadalupe. Selon le voyageur allemand du XVe siècle, Hieronymus Münzer, cet endroit était le « paradis » d'Isabelle, qui ressentait une grande dévotion pour la Vierge de Guadalupe. Isabelle a visité pour la première fois le monastère en 1464, dix ans avant d'être couronnée reine de Castille en 1474. Après s'être mariée avec Ferdinand, les Rois catholiques se sont rendus au monastère à d'autres occasions. En 1486, Ferdinand le Catholique dicta dans ce monastère la  sentence arbitrale de Guadalupe (es), dans laquelle il résolut un problème de droits féodaux avec la paysannerie catalane.
Le monastère a contribué à la Reconquête de Grenade en faisant don de 300 marcs d'argent, de 160 000 maravédis, de 40 ducats, de 1 000 castellanos, ainsi que d'ornements en or destinés au culte chrétien. Après la prise de Grenade en janvier 1492, le monastère fut le lieu de rencontre de Christophe Colomb et des monarques espagnols. C'est dans ce lieu, depuis la salle capitulaire, qu'Isabel et Fernando dictèrent le 20 juin 1492, deux lettres adressées à Juan de Peñalosa l'administrateur de Palos de la Frontera et de Moguer, lui demandant la livraison de deux caravelles pour le premier voyage de Colomb vers les Indes.
En 1492, Ferdinand accorde plusieurs privilèges au monastère et offre à la Vierge des lampes de grand prix, un crucifix ouvragé de cinq kilos réalisé avec les premiers lingots d'or des Indes, un riche manteau de brocart cramoisi et deux couronnes en or (une pour la Vierge et l'autre pour l'Enfant-Jésus) avec de nombreuses pierres précieuses, une précieuse chasuble pourpre et un manteau vert qui ont servi à fabriquer le lien du « Tanto monta (es) ».

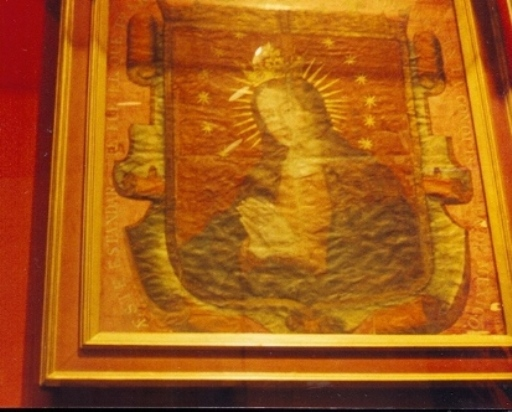
Étendard d'Hernán Cortés en 1521.

En 1513, le conquistador Hernán Cortés, qui se rend au Mexique pour y conquérir en quelques années l'Empire aztèque, affiche sur son étendard l'image de la Vierge de Guadalupe. À son retour, il offre un scorpion d'or en ex-voto à la Vierge pour « avoir été guéri d'une piqûre de scorpion ».
La Vierge est désignée comme patronne de l'Estrémadure depuis le 12 octobre 1906, lors du grand pèlerinage d'Estrémadure à Guadalupe. En mars 1907, le pape Pie X entérine ce choix et déclare officiellement la Vierge de Guadalupe patronne de l'Estrémadure. La fête liturgique de la Vierge est fixée au 6 septembre, et la célébration de la communauté autonome se déroule le 8 septembre. La Vierge de Guadalupe fait ainsi partie des huit saints patrons des communautés autonomes d’Espagne.
Le 12 octobre 1928, la Vierge de Guadalupe fut couronnée canoniquement « Hispaniarum Regina » (reine de l'Hispanité), par le cardinal primat d'Espagne, Pedro Segura y Sáenz, envoyé spécial du pape Pie XI, en présence du roi Alphonse XIII.
Le texte : ((la)) « Sancta María de Guadalupe, Gratia plena, Mater Dei, Hispaniarum Regina, Ora pro nobis peccatoribus » ”. a été gravé dans la couronne de la Vierge, ce qui est un cas unique (pour un couronnement canonique).
En 1978, le roi Juan Carlos Ier et toute la famille royale se sont rendus dans le sanctuaire pour une célébration commémorative du 50e anniversaire du couronnement canonique.
En 1879, le sanctuaire a reçu la qualification officielle de monument historique et artistique. En 1929, cette qualification a également été appliquée à l'ensemble des constructions religieuses, y compris au monastère royal. En 1955, le pape Pie XII accorda à l'église Notre-Dame de Guadalupe (de ce sanctuaire) le statut de basilique.
Le 4 novembre 1982, le pape Jean-Paul II a visité le sanctuaire et l'image de la Vierge. Il a célébré une messe dans laquelle il a prononcé une homélie sur la migration. Le pape Jean-Paul II, après sa visite au sanctuaire a déclaré : « L’estime que j’ai pour la Vierge de Guadalupe de Mexico est incontestable. Mais j’aperçois que c’est ici ses origines. Avant d’aller à la basilique de Tepeyac, j’aurais dû venir ici pour mieux comprendre la dévotion mexicaine ».

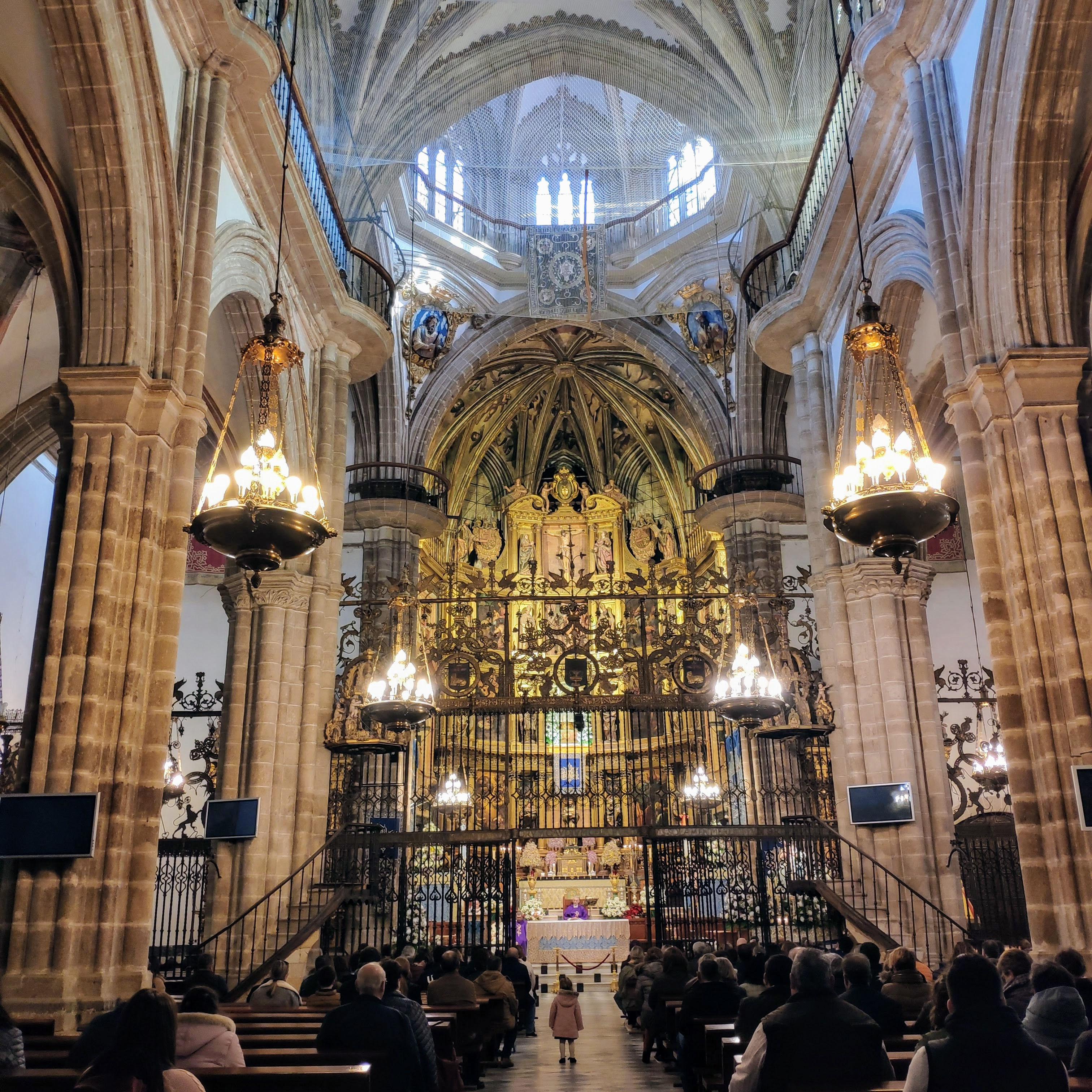
Intérieur de l'église de Notre-Dame de Guadalupe.

En 1993, l’UNESCO a inscrit le monastère, la basilique ainsi que la statue de la Vierge au patrimoine mondial de l'humanité, en raison de son intérêt exceptionnel, car il illustre quatre siècles d’architecture religieuse espagnole et rappelle les événements historiques de 1492. En outre, la célèbre statue de la Vierge de Guadalupe est devenue « un symbole puissant de la christianisation d'une grande partie du Nouveau Monde »,.
Du 10 au 14 novembre 2003, année du jubilé et du 75e anniversaire du couronnement de la Vierge de Guadalupe en tant que « reine de l'hispanité », un important congrès Marial Guadalupéen s'est tenu dans la ville. En janvier 2005, sous le pontificat de Jean-Paul II, un décret apostolique a été accordé au sanctuaire et au monastère de Notre-Dame de Guadalupe pour la célébration d'une année jubilaire, avec les avantages spirituels correspondants. Cette année jubilaire pouvant être célébrée périodiquement.

### Patronne et fête de l'hispanité

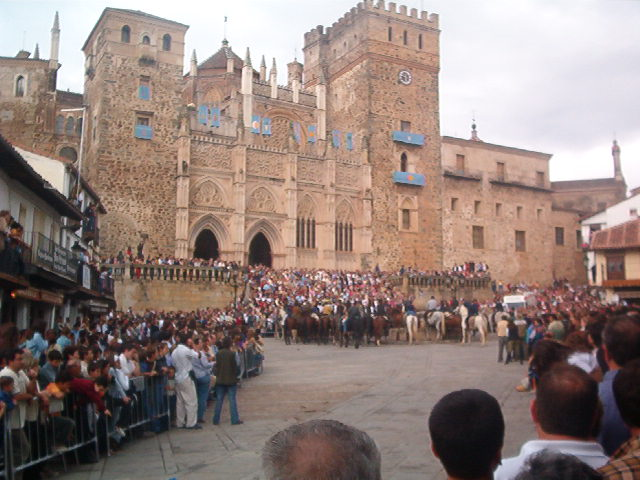
Fête de l'Hispanité à Guadalupe (le 12 octobre 2003).

Tous les 12 octobre (Jour de la fête de l'hispanité), est célébrée la mémoire du couronnement canonique de la Vierge de Guadalupe en 1928. La fête  « Hispaniarum Regina » (Reine de l'hispanité), commémorant le couronnement de la statue de la Vierge se fait dans une messe solennelle célébrée dans le Monastère royal de Santa María de Guadalupe (Estrémadure).
L'Association royale des Chevaliers de Santa María de Guadalupe et l'Archidiocèse de Tolède sont responsables de l'exécution des actes officiels visant à organiser la célèbre « Fiesta de la Hispanidad », dont les festivité d'ampleur nationale ont été déclarées d'intérêt touristique majeur. À cette occasion, de nombreuses personnes se rassemblent et se rendent au monastère en pèlerinage pour rendre hommage à la patronne et mère de l'hispanité, dont la dénomination officielle est « la Vierge de Guadalupe ».
Depuis 1929, les « journées de solidarité entre les peuples hispaniques », communément appelées journées hispaniques, ont lieu chaque année à Guadalupe. Outre une série de conférences et d’événements pour l’occasion, autour du Musée de l’Hispanité, ainsi que le « Concert de l’Hispanité » par l’Orchestre d’Estrémadure et la remise des traditionnels prix de la Fondation Guadalupe-Hispanidad.

### Pèlerinages à Guadalupe

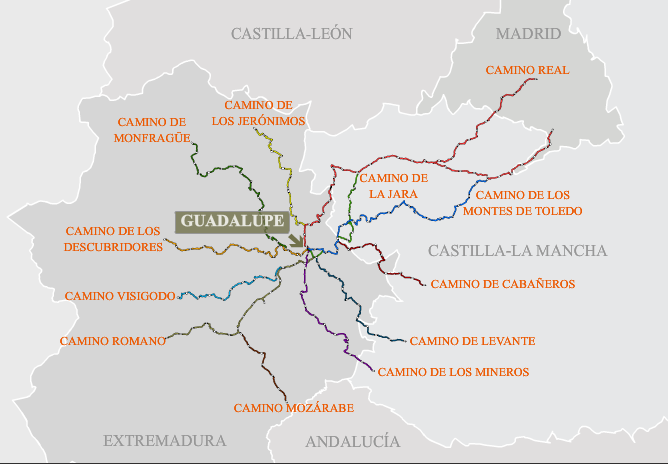
Chemins de pèlerinages menant au sanctuaire.

### Iconographie et églises en Espagne
La représentation de la Vierge de Guadalupe est présente dans de nombreuses églises espagnoles. Dans certaines d'entre elles, il y a la vierge noire d'Estrémadure,,, et dans d'autres, une reproduction de l'image de Notre-Dame de Guadalupe (à la suite des apparitions mariales à Mexico en 1531). Il existe également des églises portant le titre de « Notre-Dame de Guadalupe ».
Dans la ville de Guadalupe de Maciascoque (es) (Murcie) sur le lieu de Maciascoque, la patronne de l'église paroissiale « Santa María de Guadalupe » (la Vierge de Guadalupe) est également patronne de la ville, depuis la fin du XVIe siècle (vers 1597). La statue actuellement exposée dans l'église est une belle statue de style baroque de l'école de Murcie, œuvre du sculpteur Francisco Liza réalisée en 1965; il s'agit de la quatrième image vénérée dans la ville (la première a existé de la fin du XVe siècle à la fin du XVIIIe siècle ; la seconde a été réalisée vers 1790, magnifique sculpture de l'école de Salzillo disparue en 1936 pendant la guerre d'Espagne, la troisième a été réalisée en 1940, de faible qualité artistique, la dernière statue remplace la précédente depuis 1965). Le 8 juillet 2000, la statue a été couronnée canoniquement,. La Vierge de Guadalupe de cette ville, (située au nord-ouest de la ville de Murcie, est une image très vénérée pour sa grande tradition et son histoire; elle est célébrée chaque année en juin / juillet par la confrérie Notre-Dame de Guadalupe, fondée en 1862.
Une image importante de Notre-Dame de la Guadalupe est celle de la ville de Jerez de la Frontera (Andalousie). La Vierge de Guadalupe y est la patronne de la confrérie des Douleurs - La confrérie des trois chutes (es) de la ville andalouse, confrérie fondée par le roi Alphonse XI dans l'église diocésaine actuelle, église Saint-Luc (es), après sa victoire à la bataille de Tarifa en 1340. En 2015, la confrérie des Douleurs, a été intégrée aux dévotions du Mercredi saint,.

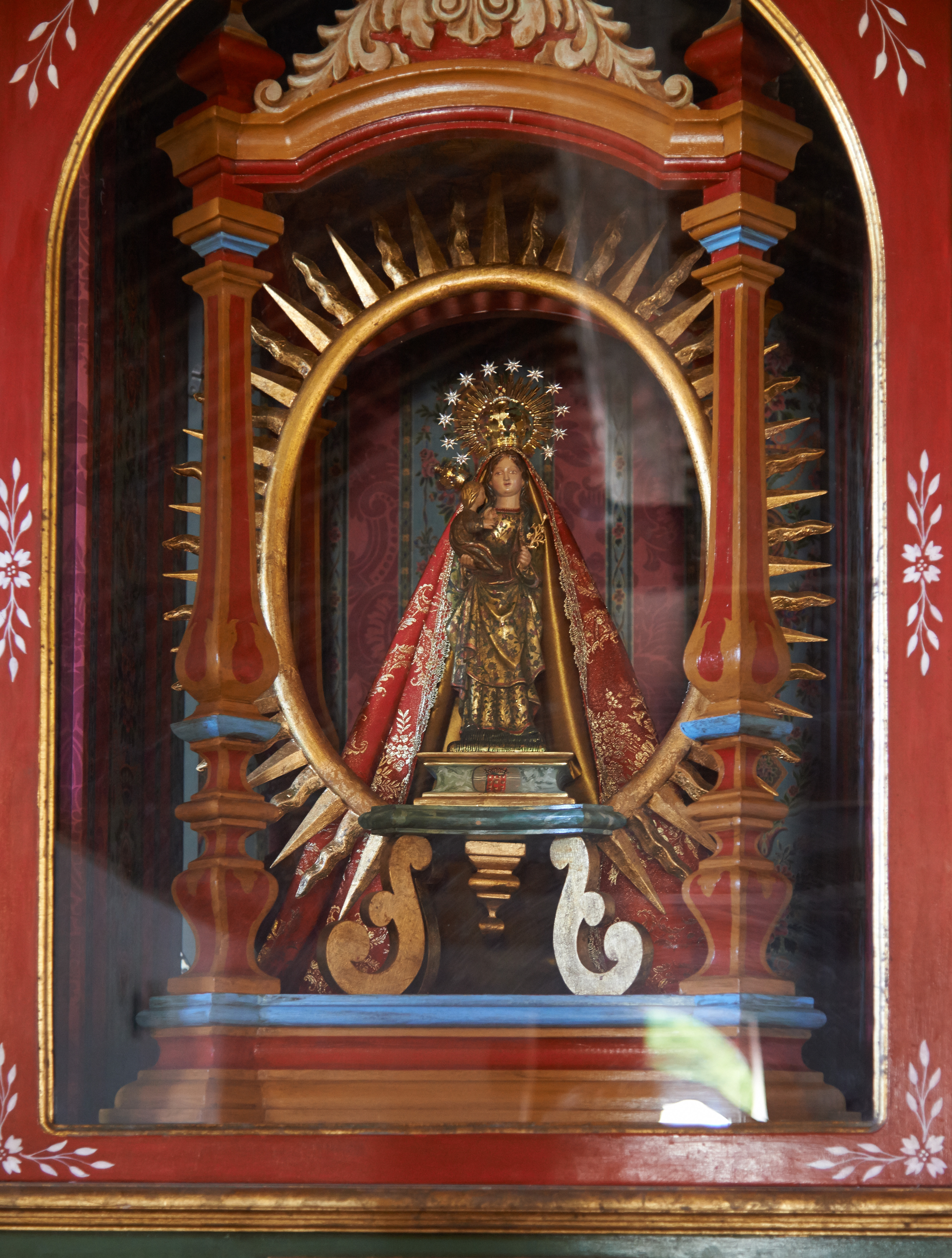
Vierge de Guadalupe vénérée à La Gomera.

Sur l'île de La Gomera (Îles Canaries), dans la province de Santa Cruz de Tenerife, la  Vierge de Guadalupe  (La Gomera) (es) est vénérée comme patronne de l'île. À Úbeda (Province de Jaén), la Vierge de Guadalupe (Úbeda) (es) est vénérée comme patronne de la ville. Selon la tradition, la statue a été découverte en 1381 par le paysan Juan Martínez, et elle aurait été installée et vénérée dans le sanctuaire de Gavellar. Le pèlerinage a lieu le 1er mai, lorsque l'image est amenée à Úbeda, puis elle est ramenée à son sanctuaire le 8 septembre,. À Fontarrabie (Pays basque), sur le mont Jaizkibel se trouve l'ermitage de Guadalupe, lieu de dévotion en mémoire d'une apparition de la Vierge qui aurait eu lieu ici. À Malaga (Andalousie) dans les paroisses de Sainte-Anne et de Saint-Joaquime, une image de la Vierge de Guadalupe est vénérée. Cette image est l'œuvre de Luis Álvarez Duarte en 2015. À Séville (Andalousie) dans la chapelle de Notre-Dame du Rosaire se trouve une statue de la Vierge de Guadalupe réalisée par Luis Álvarez Duarte en 1967. Cette statue est sortie en procession tous les Lundis saints depuis 1969. À Sanlúcar de Barrameda, dans la province de Cadix, dans la paroisse Notre-Dame du Carmel, se trouve une image de la Vierge intitulée « Notre-Dame de Guadalupe, Mère des douleurs, patronne de la Confrérie Pusillus Grex ». Elle a été réalisée en 1995 par Juan Ventura qui a utilisé comme modèle Juana Reina Castrillo (qui a accepté de poser pour l'artiste), d’où le naturalisme de la sculpture.

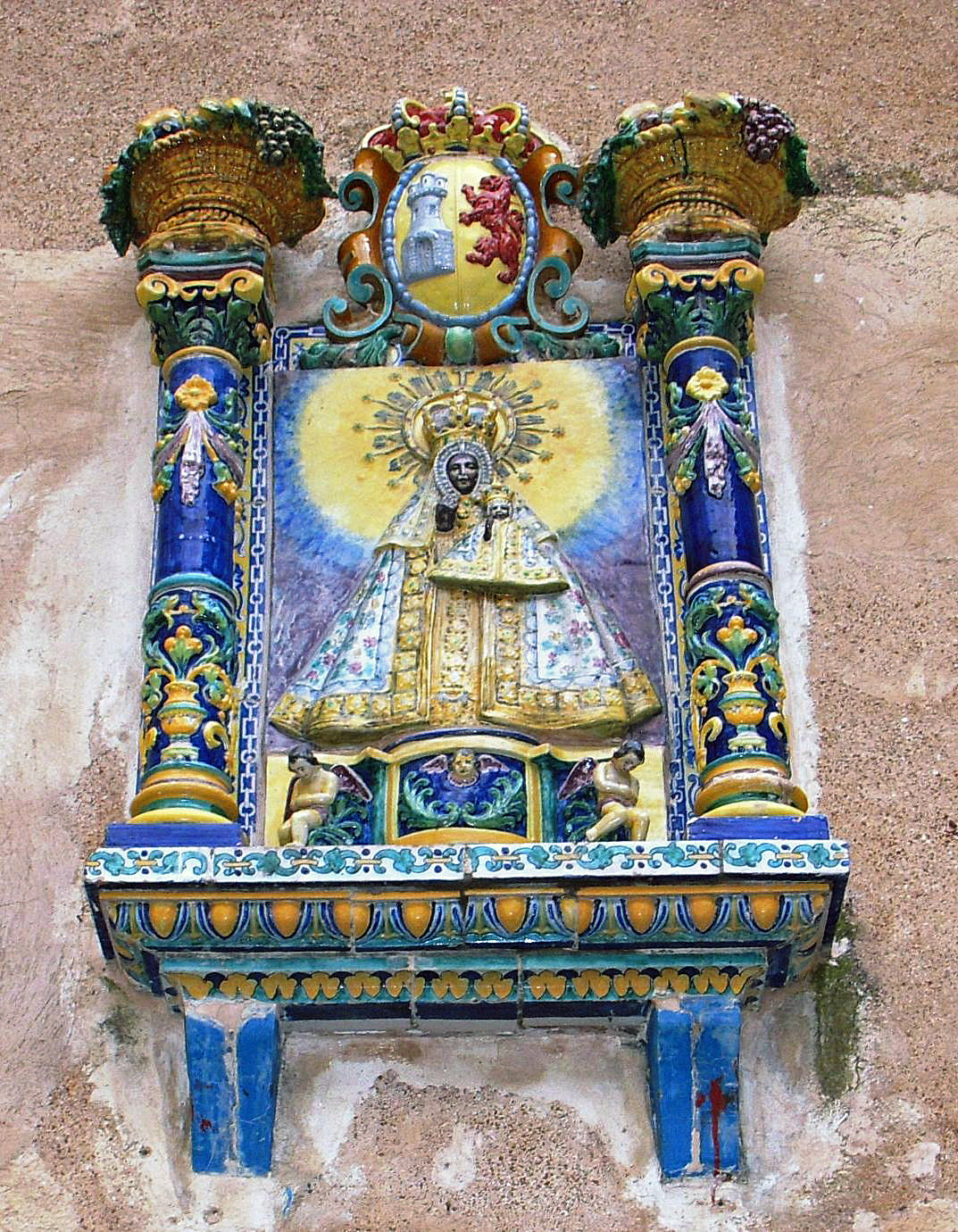
Vierge de Guadalupe en céramique à Talavera.
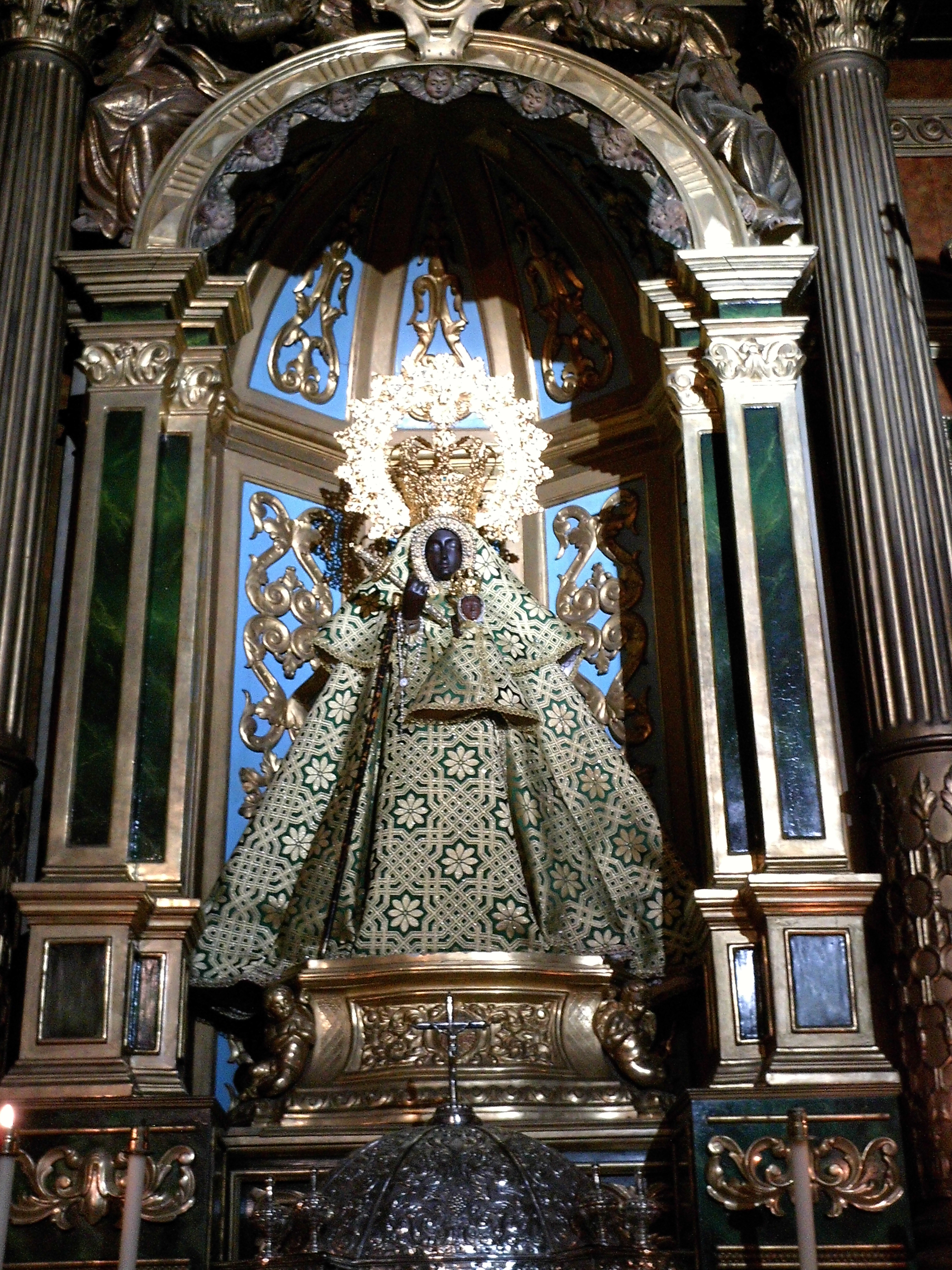
Vierge de Guadalupe dans l'église Saint-Bonaventure à Séville.
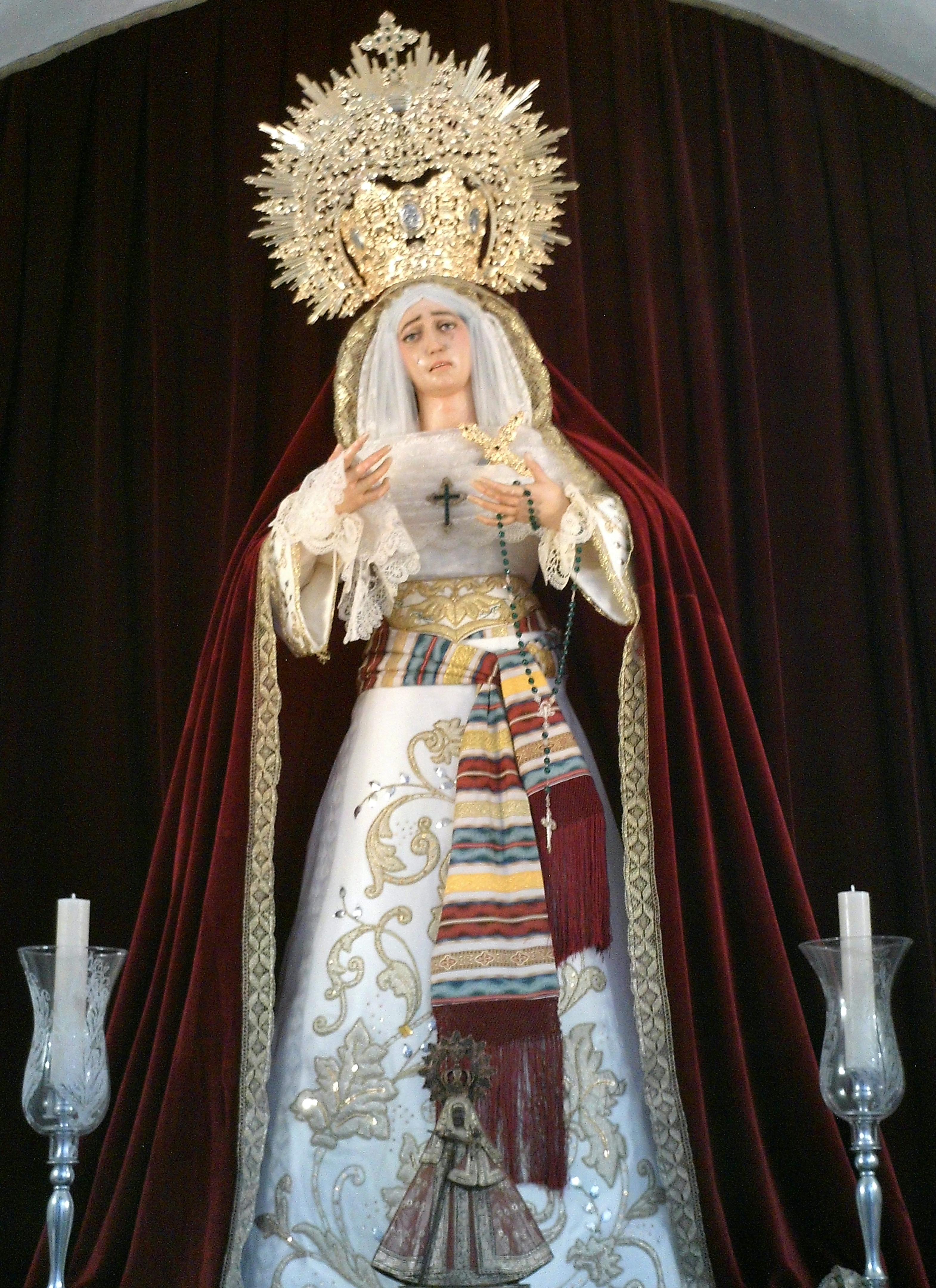
Vierge de l'Espérance, avec à ses pieds une petite Vierge de Guadalupe à Saint-Sébastien.
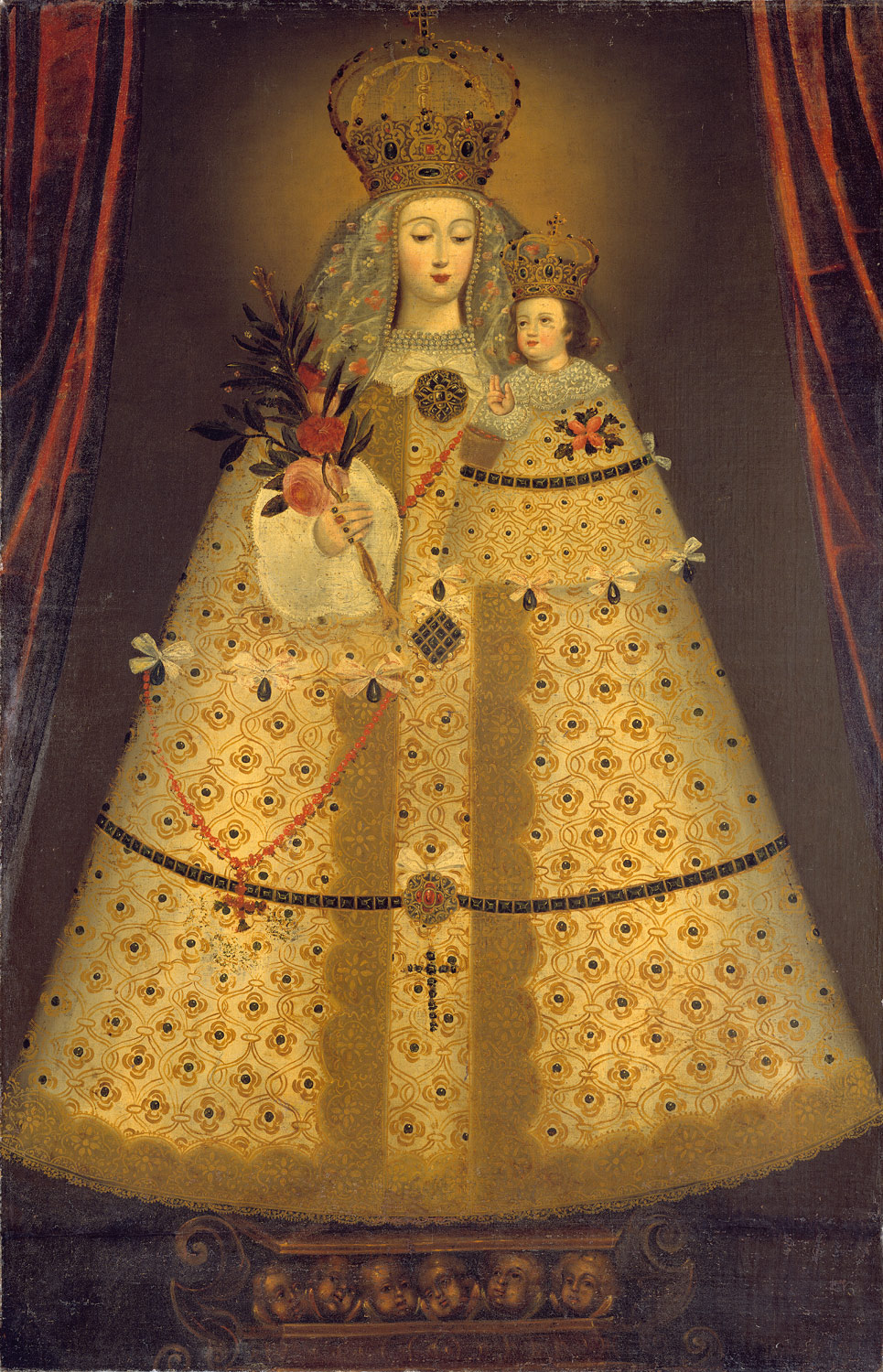
Vierge du rosaire et de Guadalupe, huile sur bois XVIIIe siècle.
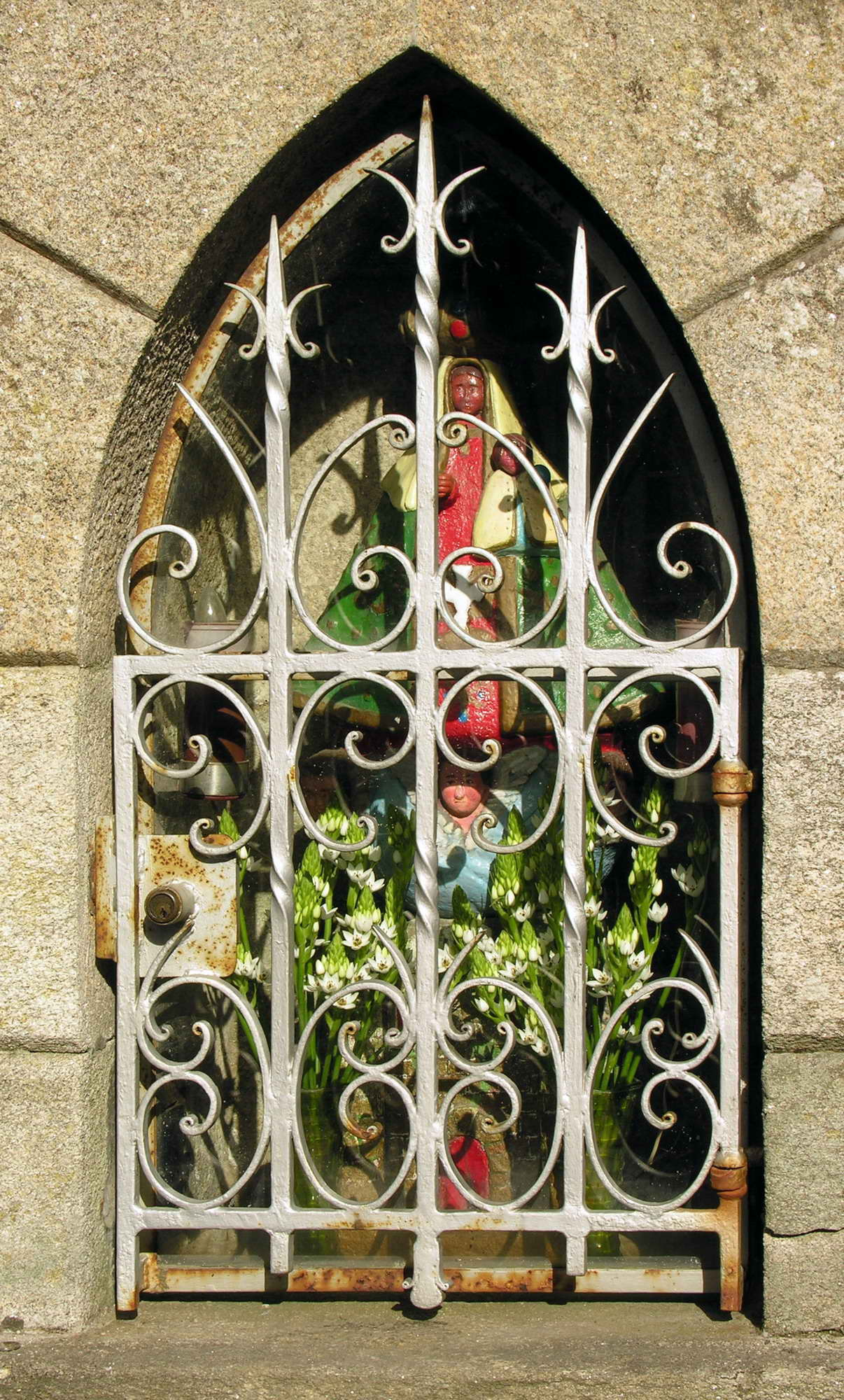
Oratoire dédié à la Vierge de Guadalupe en Galice.

### A l'étranger

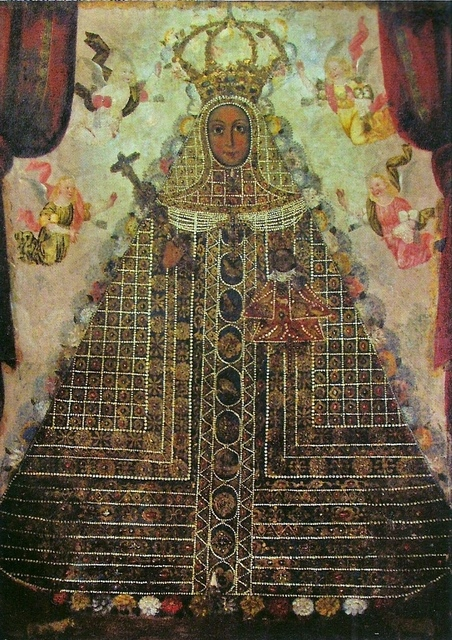
Peinture du XVIIIe siècle à São Paulo (Brésil).

Au Portugal, à  Raposeira (pt), dans la municipalité de Vila do Bispo, près de Sagres, se trouve la chapelle Notre-Dame de Guadalupe, du XIVe siècle. Cette chapelle est considérée comme monument national. Au XVe siècle, Alfonso V du Portugal était très attaché à cette dévotion. En 1458, il visita le sanctuaire et y rencontra Henri IV de Castille.
Il y a des récits du XVe siècle et XVIe siècle qui relatent que de nombreux chrétiens espagnols et portugais ont été confiés à la Vierge de Guadalupe alors qu'ils se trouvaient dans des territoires musulmans en Afrique du Nord.
Il existe également des églises dédiées à la Vierge de Guadalupe en Afrique et aux Philippines.

## Source
- (es) Cet article est partiellement ou en totalité issu de l’article de Wikipédia en espagnol intitulé « Virgen de Guadalupe (Extremadura) » (voir la liste des auteurs).